# 安舒韦单抗
安舒韦单抗（INN：ansuvimab）以Ebanga品牌於市面上銷售，是一種單株抗體藥物，用於治療薩伊伊波拉病毒（伊波拉病毒屬）感染。
使用藥物最常見的症狀有發燒、心跳過速、腹瀉、嘔吐、低血壓、呼吸急促和發冷。然而這些也是罹患伊波拉病毒屬感染（伊波拉出血熱）的常見症狀。
安舒韦单抗於2020年12月經美國食品藥物管理局（FDA）核准用於醫療用途。目前已被收錄於世界衛生組織基本藥物標準清單之中。

## 化學
該藥物由單一單株抗體(mAb) 組成，最初是從1995年剛果民主共和國基奎特伊波拉出血熱爆發的一位倖存者捐出的血液，經特殊處理而得永生化的B細胞分離而來。安舒韦单抗的重鏈和輕鏈序列在美國國家衛生院和國防高等研究計劃署（DARPA）的支持下被克隆到CHO細胞中以利量產，初始生產由阿斯特捷利康製藥所屬的Medimmune公司委託美國Cook Pharmica d.b.a. Catalent藥業執行。

## 作用機轉

### 中和
安舒韦单抗是一種單株抗體療法，透過靜脈注射給藥。 此藥物是一種中和抗體，表示藥物會與有感染人體細胞能力的伊波拉病毒屬表面蛋白質結合。具體而言，安舒韦单抗透過與伊波拉病毒屬細胞包膜糖蛋白的一個區域結合而將感染中和（抵銷），如果沒安舒韦单抗，人體細胞的受體蛋白NPC1會與病毒發生作用。 由於安舒韦单抗出面"競爭"，可防止伊波拉病毒屬與NPC1結合，而"中和"病毒感染目標細胞的能力。

### 效用功能
抗體具有抗原結合片段 (Fab) 區和Fc受體 (Fc) 區。當抗體的Fab區與病毒抗原結合而阻止感染時，感染即被中和。抗體也能直接"殺死"病毒顆粒和/或使用抗體介導的"效用功能（effector functions）"（例如抗體調理作用、補體依賴性細胞毒性、ADCC作用和抗體依賴性吞噬作用）殺死受感染的細胞。這些效用功能包含在抗體的Fc受體中，但也依賴Fab區與抗原結合。效用功能也需要使用血清中的補體系統蛋白或細胞膜上的Fc受體。安舒韦单抗被發現能夠透過ADCC作用殺死受感染細胞。

## 歷史
安舒韦单抗受評估用於治療伊波拉病毒屬感染已有一段時間。藥物的發現工作由美國國家衛生院疫苗研究中心的南西·蘇麗文和剛果民主共和國國家生物醫學研究所 (INRB) 的J. J. Muyembe-Tamfum兩位領導的團隊進行，參與研究的還有位於瑞士貝林佐納的生物醫學研究所（Institute for Research in Biomedicine，IRB）和美國陸軍傳染病醫學研究所。約經歷十年，安舒韦单抗最終從1995年剛果民主共和國基奎特爆發伊波拉出血熱的一位倖存者的血液中被分離出來。
馬丁·高迪斯基博士（Dr. Martin Gaudinski）於2018年在茱莉·萊吉伍德博士領導的疫苗研究中心臨床試驗計畫中進行安舒韦单抗的1期臨床試驗。此藥物也在2018年—2020年剛果基伍伊波拉出血熱疫情期間使用，進行評估。
安舒韦单抗於此次疫情中，成功將死亡率從約70%降低至約34%。 於2019年8月，剛果公共衛生當局、世界衛生組織（WHO）和美國國家衛生院同時推廣使用安舒韦单抗與由再生元製藥公司研發的類似單株抗體療法 - 稱為阿替韋單抗/馬菲替馬單抗/奧德西維馬單抗的複方藥物 ，取代其他導致更高死亡率的治療法。這一決定是在疫情爆發期間將臨床試驗停止後做出。
FDA批准使用安舒韦单抗的原因主要基於342名感染伊波拉病毒屬患者的臨床試驗證據（試驗代號 - 1/NCT NCT03719586）。此次試驗招募有受感染的新生兒、兒童和成人（包括孕婦）。所有參與者都接受標準支持性護理。除標準護理外，參與者還被隨機分配接受一次性劑量的安舒韦单抗或其他三種類型試驗藥物中的一種（包括一種作為對照組）。參與者和醫療衛生提供者知道正在接受哪種治療。此次試驗選擇在2018年8月疫情爆發的剛果民主共和國中的四個地點進行。

### 發明
於2016年發表的一篇論文描述安舒韦单抗的開發經過。藥物由美國國家衛生院疫苗研究中心的南西·蘇麗文和剛果民主共和國國家生物醫學研究所 (INRB) 的J. J. Muyembe-Tamfum領導的團隊發現，參與研究工作的還有位於瑞士貝林佐納的生物醫學研究所(IRB)和美國陸軍傳染病醫學研究所。
於1995年，剛果民主共和國基奎特爆發伊波拉病毒屬疫病，其中一名倖存者捐血給研究計畫（研究計畫在倖存者痊癒大約十年後才啟動）。從倖存者血液中分離出的記憶B細胞被永生化、培養並篩選其產生與伊波拉病毒糖蛋白反應的單株抗體的能力。從這些培養物之一中找出安舒韦单抗，之後對細胞中的抗體重鏈和輕鏈基因序列進行定序。接著將這些序列克隆到重組DNA質體中，並在HEK 293細胞的衍生細胞中產出用於初步研究的純化抗體蛋白。

#### 安舒韦单抗和mAb100組合
在2016年發佈的一篇論文中，描述將恒河猴感染伊波拉病毒屬，使用安舒韦单抗和從同一受試者體內分離出的另一種單株抗體mAb100聯合治療。從恆河猴感染後一天開始，每天給予三劑組合劑。接受治療劑的動物全部存活，而對照組的全部死亡。

#### 安舒韦单抗單一療法
在上述2016年論文中描述的第二個實驗中，感染伊波拉病毒屬的恒河猴僅接受安舒韦单抗治療。從動物感染後第1天或是第5天開始，每天給予三劑安舒韦单抗。結果是對照動物死亡，接受治療動物全部存活。於2018年進行的安舒韦单抗I期臨床試驗結果出版物中提到的未發表數據報導，單次輸注安舒韦单抗即可為恒河猴提供全面保護，劑量與用於人體研究的相同。

### 開發
安舒韦单抗是由疫苗研究中心在美國衛生院和DARPA的支持下所開發。 安舒韦单抗的重鏈和輕鏈序列被複製到CHO細胞中，以便大規模生產。

### 人體安全測驗
馬丁·高迪斯基博士於2018年初進行安舒韦单抗安全性、耐受性和藥物動力學的1期臨床試驗。研究工作在美國國家衛生院臨床中心進行，測試單劑量安舒韦单抗，輸注時間超過30分鐘。研究顯示此藥物具安全性，副作用小，生物半衰期歷時24天。
美國生物技術公司Ridgeback Biotherapeutics於2018年從美國國家過敏和傳染病研究所取得藥物製造授權。此藥物於2019年5月及2020年3月被授予孤兒藥（罕見藥）的資格。

## 於剛果民主共和國試用
剛果民主共和國公共衛生部於2018年剛果赤道省伊波拉出血熱爆發期間請求使用安舒韦单抗。 根據WHO監測緊急使用未註冊及仍在研究中的干預措施（MEURI）倫理規範和剛果民主共和國倫理委員會的批准，安舒韦单抗得以作為擴展性使用（或稱人道使用）。 安舒韦单抗與其他治療藥物一起被送往疫情爆發地點。然而疫情在能進行任何治療之前即已結束。
赤道省疫情結束約一個月後，剛果民主共和國基伍地區又爆發一次顯著的疫情（2018年－2020年基伍伊波拉出血熱疫情）。 此藥物再次獲得WHO MEURI倫理規範和剛果民主共和國倫理委員會的批准，提供給許多患者試用。於2018年11月，名為Pamoja Tulinde Maisha（PALM）計畫（史瓦希利語 [攜手拯救生命]之義）在多個治療單位進行開放標籤隨機臨床對照試驗，測試安舒韦单抗、阿替韋單抗/馬菲替馬單抗/奧德西維馬單抗(REGN-EB3) 、瑞德西韋和ZMapp的療效。雖然在武裝衝突地區進行臨床試驗存在困難，但相關單位仍招募到681名患者，距離目標人數725名僅差44人。 數據安全和監控委員會（Data Safety and Monitoring Board, DSMB) 對前499名患者的期中分析，發現安舒韦单抗和REGN-EB3的療效優於瑞德西韋和ZMapp的。
使用ZMapp和瑞德西韋組的整體死亡率分別為49%和53%，而使用安舒韦单抗和REGN-EB3組的整體死亡率分別為34%和29%。在疾病症狀出現早期送來的患者中，使用安舒韦单抗的存活率為89%，REGN-EB3的為94%。雖然這項研究未具備足夠的統計效力以確定REGN-EB3和安舒韦单抗之間是否存在顯著差異，但這兩種藥物與ZMapp和瑞德西韋相比，存活率有顯著提升。DSMB因此停止研究，PALM研究人員將瑞德西韋和ZMapp撤下。所有選擇參加試驗的患者改為僅接受安舒韦单抗或是REGN-EB3治療。
FDA於2020年10月批准阿替韋單抗/馬菲替馬單抗/奧德西維馬單抗（商品名Inmazeb，原稱REGN-EB3），適應症為治療薩伊伊波拉病毒引發的感染。

## 外部連結
- Clinical trial number NCT03719586 for "Investigational Therapeutics for the Treatment of People With Ebola Virus Disease" at ClinicalTrials.gov